# Raoul Richter

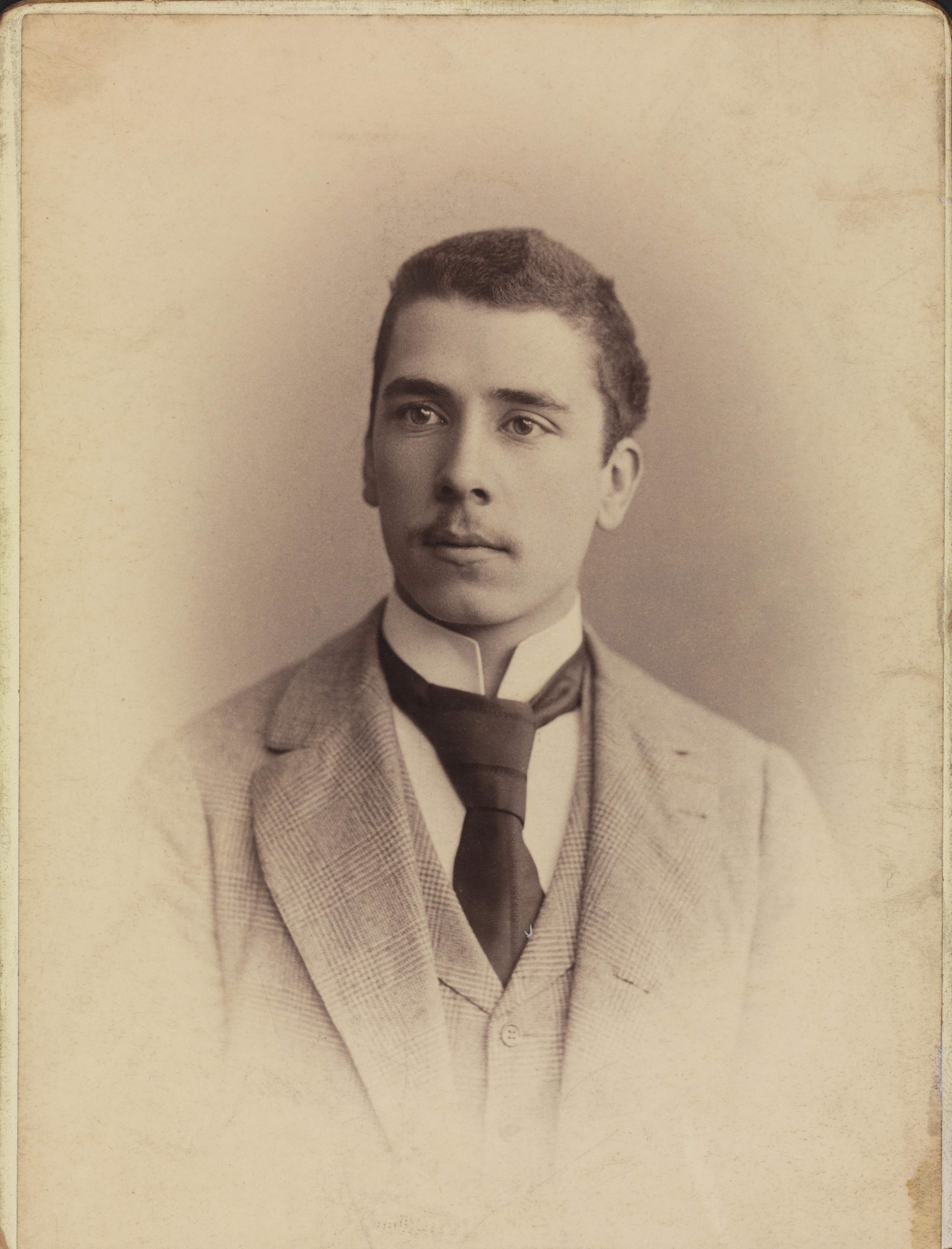
Raoul Richter

Raoul Hermann Michael Richter (* 16. Januar 1871 in Berlin; † 14. Mai 1912 in Wannsee) war ein deutscher Philosoph.

## Leben
Raoul Richter war ein Sohn des Malers Gustav Richter und seiner Ehefrau Cornelie Richter, einer Tochter des Komponisten Giacomo Meyerbeer.
Mit Harry Graf Kessler war er seit Studienzeiten befreundet. 1893 wurde er bei Wilhelm Wundt in Leipzig mit einer Arbeit über Kant und Schopenhauer summa cum laude promoviert. Danach blieb er zunächst ohne feste Anstellung. 1898 habilitierte sich Raoul Richter in Leipzig mit einer Arbeit zum Willensbegriff bei Spinozas. Im Wintersemester 1898/1899 begann er am selben Ort, Philosophiegeschichte und Praktische Philosophie zu lehren.
Richter gehörte zu den ersten, die sich um das Werk Friedrich Nietzsches bemühten. Richter gehörte von Anfang an zu den kritischen Freunden und ab 1908 zum Vorstand der Stiftung „Nietzsche-Archiv“. Diese Verbindung nach Naumburg und Weimar hatte Richter bereits 1895 initiiert. Johannes Volkelt und Wilhelm Wundt waren bemüht, Raoul Richter auf eine Professorenstelle zu befördern. Am 22. September 1904 wurde Richter schließlich aufgrund seiner wissenschaftlichen Leistungen zum außeretatmäßigen, außerordentlichen Professor der Philosophischen Fakultät zu Leipzig. Um 1910 kam eine langjährige Krankheit wieder zum Ausbruch, sodass Richter gezwungen war, die Lehrtätigkeit aufzugeben.
Raoul Richter war mit Lina Oppenheim (1872–1960), einer Tochter des Bankiers Benoit Oppenheim (1842–1931), verheiratet. Das Ehepaar hatte fünf Kinder. Richter starb 1912 und wurde auf dem Kirchhof in Berlin-Wannsee bestattet.

## Veröffentlichungen
- Zur Lösung des Faustproblems. Ein Vortrag. Verlag von Otto Wigand, Leipzig 1892.
- Schopenhauer's Verhältnis zu Kant in seinen Grundzügen. Dissertation Universität Leipzig. Verlag Max Hoffmann, Leipzig 1893.
- Kant-Aussprüche. Herausgegeben und mit einer Einführung von Raoul Richter. Ernst Wunderlich Verlagsbuchhandlung, Leipzig 1901.
- Friedrich Nietzsche. Sein Leben und sein Werk. Fünfzehn Vorlesungen gehalten an der Universität zu Leipzig. Verlag der Dürrschen Buchhandlung, Leipzig 1903.
- Kunst und Philosophie bei Richard Wagner. Akademische Antritts-Vorlesung, gehalten in Leipzig den 17.Juli 1906. Quelle & Meyer Verlagsgesellschaft, Leipzig 1906. 
  - Zweite Auflage: Friedrich Nietzsche. Sein Leben und Werk. Felix Meiner Verlag, Leipzig 1922.
- Einführung in die Philosophie. Sechs Vorträge. (= Aus Natur und Geisteswelt, Band 155). Verlag B.G. Teubner, Zweite Auflage Leipzig 1910.
- Dialoge über Religionsphilosophie. Ernst Wiegandt Verlagsbuchhandlung, Leipzig 1911.
- Essays. Herausgegeben von Lina Richter. Felix Meiner Verlag, Leipzig 1913.
- David Hume: Eine Untersuchung über den menschlichen Verstand. (= Philosophische Bibliothek, Band 35). Übersetzt von Raoul Richter. Felix Meiner Verlag, Leipzig 1928.